# Душанбинский зоопарк

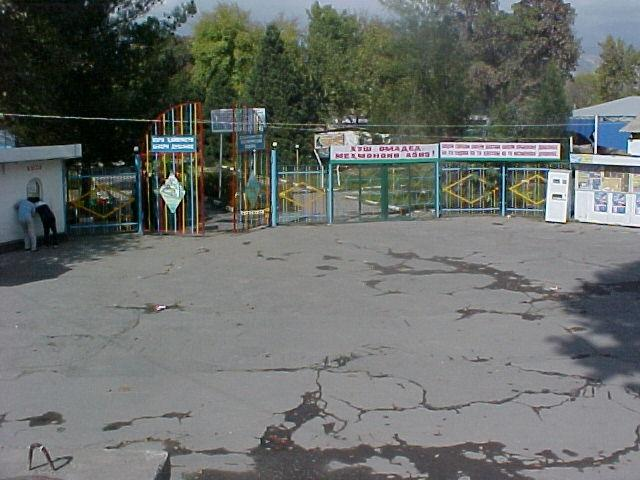
Центральный вход в Душанбинский зоопарк

Зоопарк (Душанбе) — расположен в центральной части правобережья г. Душанбе на проспекте имени Исмаила Сомони, возле реки Душанбинки. Зоопарк действует с 1961 года.

## Характеристика
Душанбинский зоопарк расположен в центральной части правобережья г. Душанбе.
В 1961 году его площадь составляла 1,5 га. В 2004 году территория зоопарка уже составляла 6,7 га, из них 4 га занимали экспозиции животных, хозяйственные постройки и водоёмы, 2, 17 га — парковая зона. Количество видов колебалось от 41 (в 1961 г.) до 384, поголовья — от 121 до 2524. Содержались различные виды животных. Из содержащихся в зоопарке занесены в Красную книгу 138 видов в 1991 г. и 24 вида в 2004 г. В зоопарке есть секции хищников, копытных, обезьян, птиц, пресмыкающихся и рыб, кроме того подготовлена секция для содержания бегемота.
В террариуме содержатся более 18 разновидностей змей. Виварий для выращивания и разведения кроликов, морских свинок, крыс, мышей, лягушек — на корм пресмыкающихся.

## История
Открытие зоопарка в г Душанбе состоялось в 1961 году.
Зоопарк в 1991 году посетило 813239 человек Зоопарк имел прочные связи с зоопарками республик бывшего СССР, а также Германии, Англии, США, Кении и др. В результате гражданской войны пало 95 % животных, находящихся в экспозиции зоопарка. С начала 2000-х годов в зоопарке проведена восстановительная работа, привлечены новые специалисты. Заключены договоры с дехканскими (фермерскими) хозяйствами на поставку кормов для животных. Продолжается пополнение коллекции зоопарка, в том числе заключены договоры с зоопарками Москвы и Санкт-Петербурга на поставку отдельных видов животных.
Сегодня в зоопарке содержится 130 видов животных.
Зоопарк Душанбе с 2007 года является членом Евроазиатской региональной ассоциации зоопарков и аквариумов (ЕРАЗА) и поддерживает постоянную связь между зоопарками стран СНГ и Балтии, а также с Германией, Польшей, Чехией, Словакией, Болгарией.
В 2015 году сообщили о постройки нового зоопарка. Этот зоопарк строится как сафари.

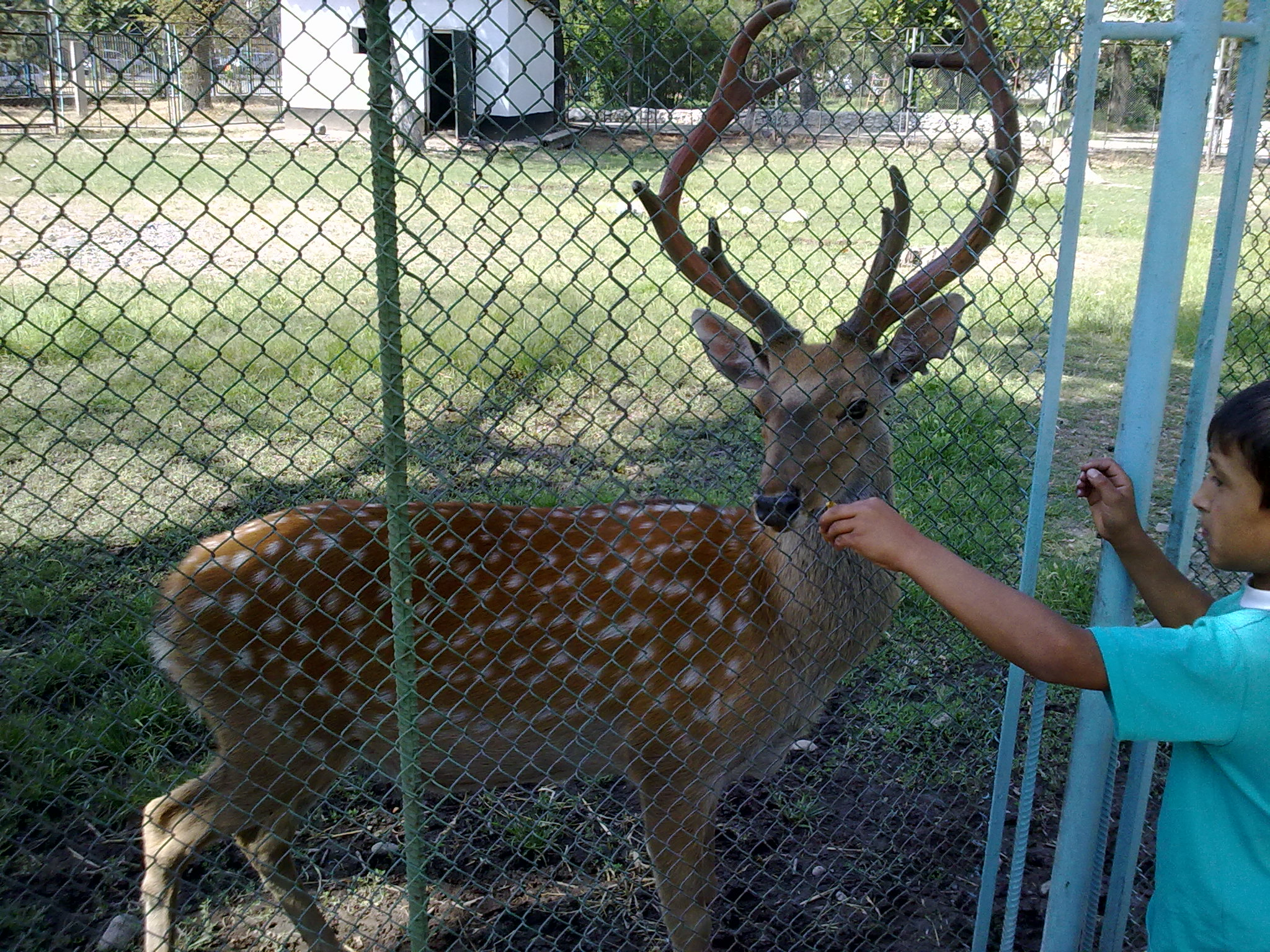
Пятнистый олень, самец
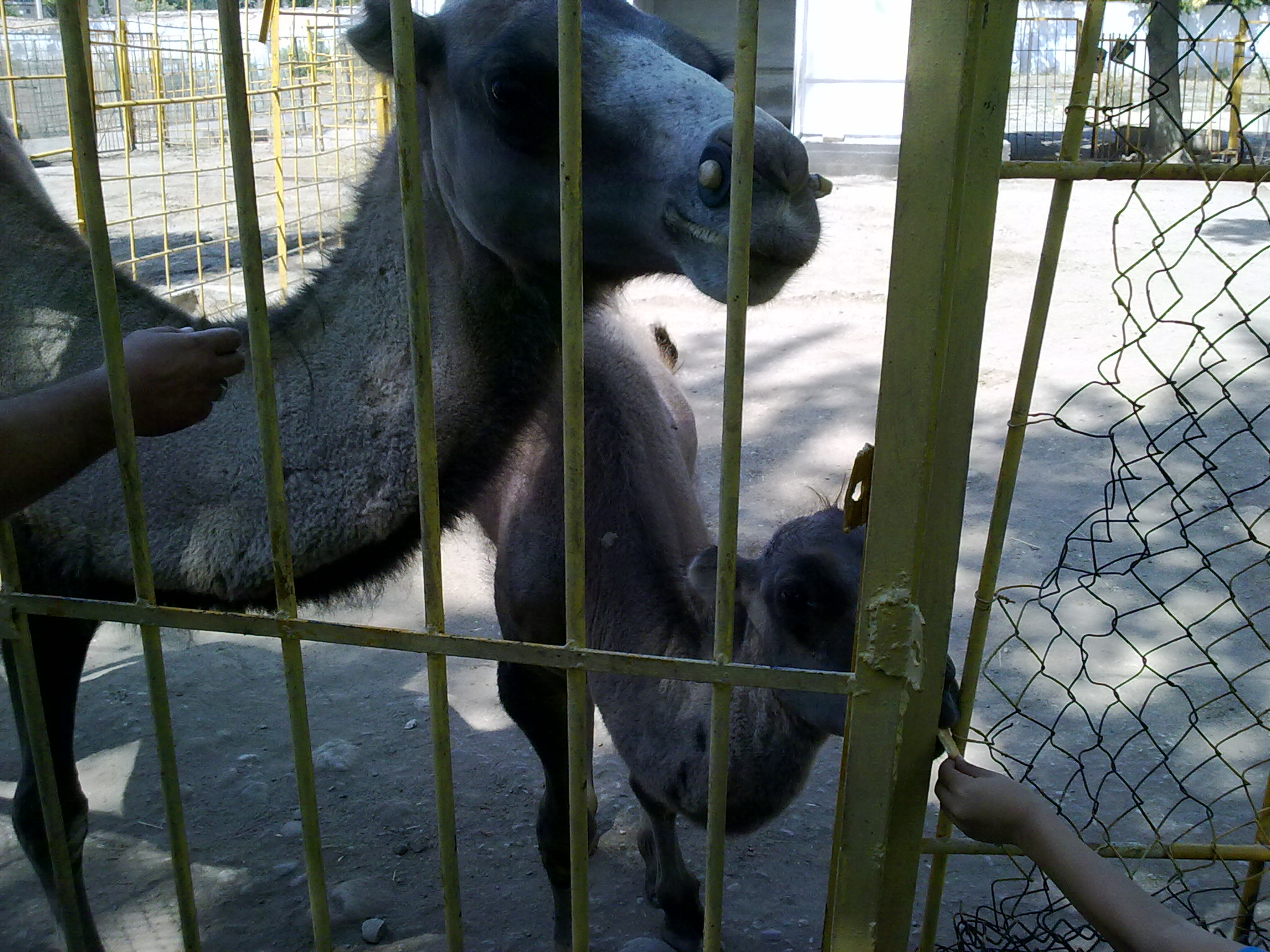
Верблюд и верблюжонок, август 2012

## Смерть бегемота
Ни одно из животных душанбинского зоопарка не живет в своей естественной среде обитания, все содержатся в клетках, которые нередко имеют неприемлемые размеры. Условия зоопарка являются очень жесткими для животных, особенно в связи с тем, что специализированной медицинской помощи в учреждении нет.
Зоопарком был приобретен бегемот. Для его содержания был подготовлен вольер с зимним и летним бассейнами. О появлении в столичном зоопарке бегемота по кличке Турсунбой в июле 2011 года сообщили практически все местные СМИ.
Появление бегемота ждали почти 20 лет, а процесс переговоров с зоопарком города Шымкент Казахстана длился четыре года.
В начале февраля 2012 года, 7-летний бегемот Турсунбой скончался. В уходе за животным произошла из-за того, что в городском зоопарке нет такого специалиста, который мог знать физиологию и психологию этого животного.